# Nio EP9
Nio EP9 — двухместный электромобиль-суперкар производства компании NIO, запущенный в производство в 2016 году и снятый с производства в 2019 году. 

## Описание
Кузов автомобиля Nio EP9 выполнен из углеволокна массой 165 кг. Мощности электродвигателей составляют 1360 л. с., а крутящий момент — 30000 Н⋅м. Масса автомобиля 1735 кг.
До 100 км/ч автомобиль разгоняется за 2,7 секунд, а до 200 км/ч — за 7,1 секунд. Максимальная скорость ограничена до 313 км/ч. Значительная часть автомобилей участвует в автогонках формула E.
Стоимость Nio EP9 составляет 1,48 млн долларов. 

## Дизайн
Главным дизайнером EP9 был Дэвид Хилтон, который также был бывшим старшим директором по дизайну Nio. 

### Внешний вид
Заднее антикрыло EP9 можно регулировать в трех положениях: стояночное, низкое лобовое сопротивление и высокая прижимная сила.  EP9 производит прижимную силу 24 000 ньютонов (5 395 фунтов или 2 447 кг) на скорости 240 км/ч (149 миль в час), как и в автомобилях Формулы-1 , что позволяет EP9 проходить повороты с ускорением 3,0 G. 

### Интерьер
Интерьер, как и экстерьер с шасси полностью выполнены из углеродного волокна.  Имеется четыре экрана: один на приборной панели со стороны водителя, один на приборной панели со стороны пассажира, один на центральной консоли и один на рулевом колесе. 
- Экраны приборной панели . Оба экрана отображают данные о производительности, но различаются по функциям. На экране со стороны пассажира отображаются только четыре измерения: максимальная скорость автомобиля, время круга, боковые перегрузки и частота сердечных сокращений водителя .
- Экран центральной консоли — отображает данные о производительности, время прохождения круга и карту трассы с текущим положением автомобиля.
- Экран на рулевом колесе . Рулевое колесо представляет собой упрощенную версию гоночного руля Nio Formula E и произведено

## Интересные факты
12 мая 2017 года гонщик Питер Дамбрек за рулём NIO EP9 преодолел Нюрбургринг за 6:45.90.

## Галерея

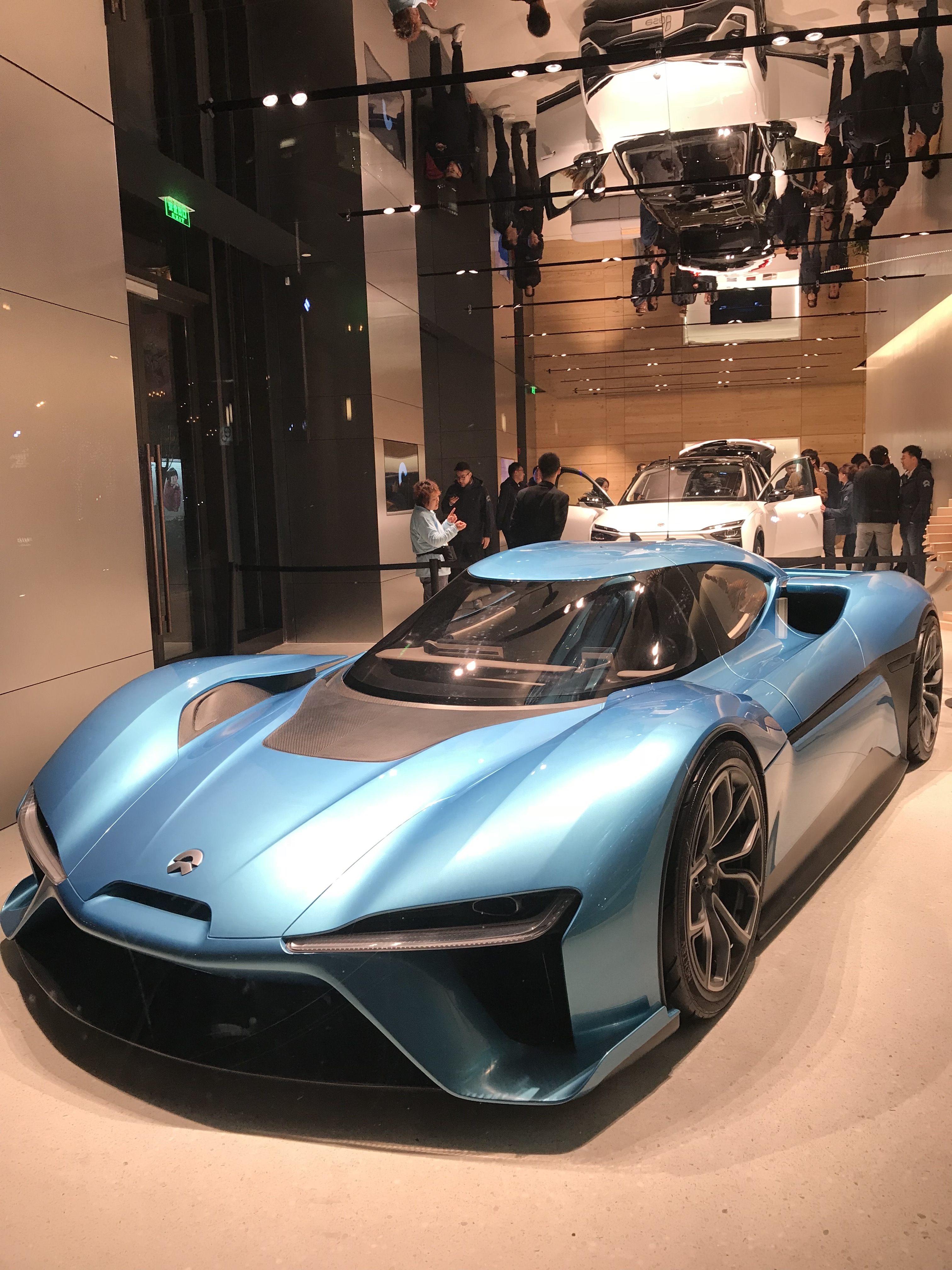
Nio EP9
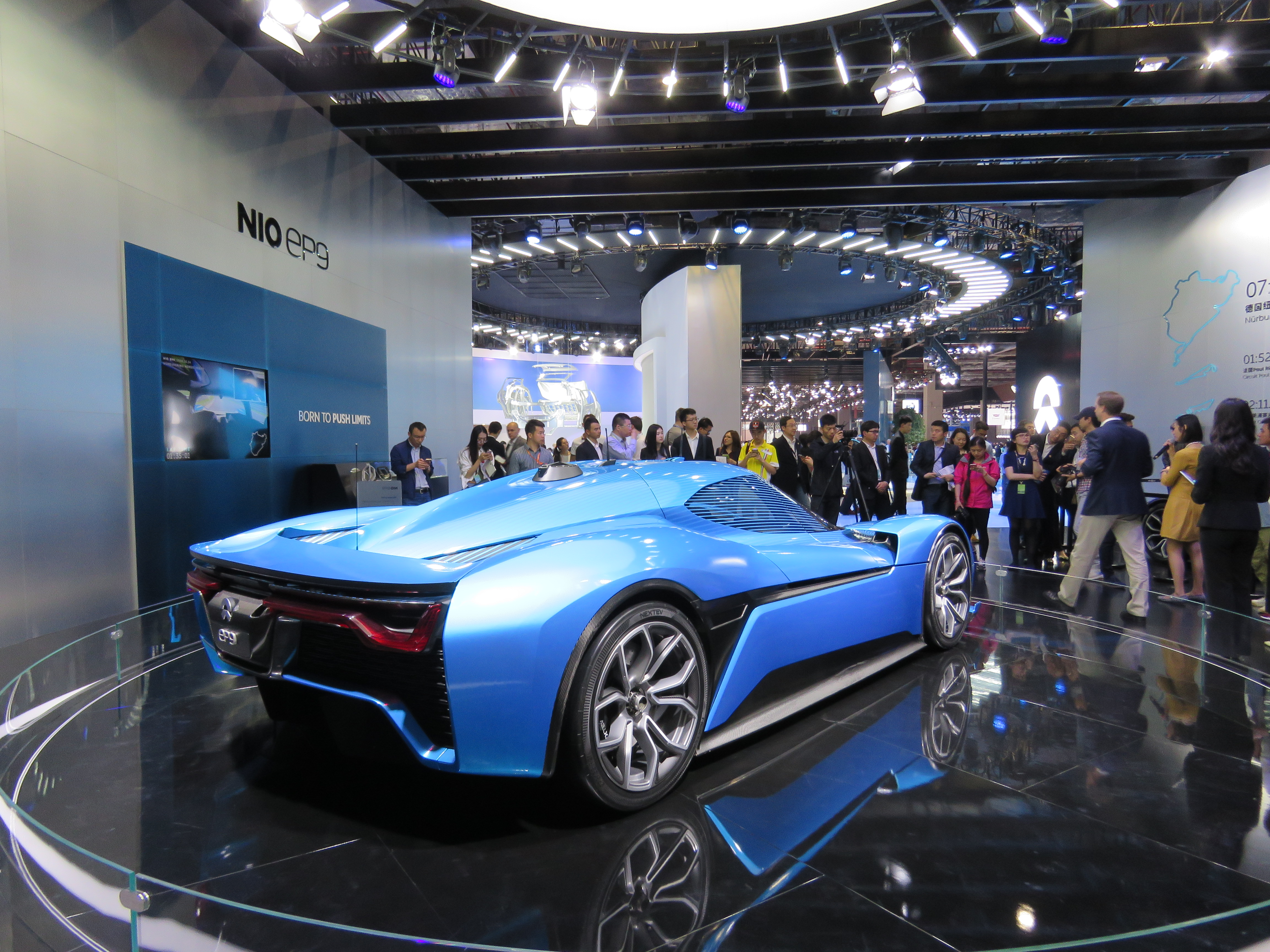
Вид сзади